# Acalypha urostachya
Acalypha urostachya är en törelväxtart som beskrevs av Henri Ernest Baillon. Acalypha urostachya ingår i släktet akalyfor, och familjen törelväxter. Inga underarter finns listade i Catalogue of Life.